# Ampleforth St Peter
Ampleforth St Peter var en civil parish från 1866 till 1887 då den blev en del av Ampleforth, i grevskapet North Riding of Yorkshire (nu North Yorkshire), i England. Civil parish var belägen 27 km från York och hade 231 invånare år 1881.